# Ary van Leeuwen
Ary van Leeuwen (* 25. Mai 1875 in Arnhem; † 6. November 1953 in Los Angeles) war ein niederländischer Flötist.

## Leben

Ary van Leeuwen

Ary van Leeuwen erhielt eine gründliche und vielseitige musikalische Ausbildung. Als Hauptinstrument wählte er die Flöte und wurde u. a. von Joachim Andersen darin unterwiesen. Seine künstlerische Laufbahn begann 1889 im Volkspalast-Orchester in Amsterdam, wo er schnell zum ersten Flötisten aufstieg. Zwei Jahre später untermauerte er seine Karriere in verschiedenen erstklassigen Orchestern Europas und Amerikas. Von 1903 bis 1920 wirkte er als Soloflötist an der Wiener Hofoper, wohin ihn Gustav Mahler berufen hatte. Er war der erste Flötist, der in einem österreichischen Orchester eine zylindrische Boehmflöte aus Silber verwendete. Gleichzeitig bekleidete er das Amt eines Professors am Konservatorium. 
Leeuwen wanderte 1924 nach Amerika aus und wurde 1. Flötist am Cincinnati Symphony Orchestra. Dort blieb er bis 1938. Danach ging er nach Kalifornien und unterrichtete an der University of Southern California. 

## Werk
1903 entstand van Leeuwens Editionsreihe „Perlen alter Meister“, die er bis 1933 im Zimmermann Musikverlag herausgab und die auch in den USA ein großer Erfolg wurde. 